# تیپاس
تیپاس یا سِرُو تیپاس (به [Cerro Tipas] Error: {{Lang-xx}}: متن دارای نشانه‌گذاری ایتالیک است (راهنما)) که با نام‌های کازادِرو (به [Cazadero] Error: {{Lang-xx}}: متن دارای نشانه‌گذاری ایتالیک است (راهنما)) سِرُو والتر پِنک (به [Cerro Walter Penk] Error: {{Lang-xx}}: متن دارای نشانه‌گذاری ایتالیک است (راهنما)) نیز شناخته می‌شود، آتشفشان مرکب عظیم اما کمترشناخته‌شده‌ای واقع در آرژانتین در جنوب مرز شیلی است که با ارتفاع ۶۶۶۰ متری خود، سومین آتشفشان مرتفع فعال جهان و نهمین کوه بلند آمریکای جنوبی به‌شمار می‌رود. این آتشفشان در جنوب غربی آتشفشان دیگری به نام نوادوس اوخوس دل سالادو (به اسپانیایی: Nevados Ojos del Salado) واقع شده که با ارتفاع ۶۸۸۷ متری خود بلندترین کوه آتشفشانی زمین است. مجموعهٔ آتشفشانی تیپاس شامل دهانه، مخروط، گنبد گدازه و جریان‌های گدازه‌ای مساحتی در حدود ۲۵ کیلومتر مربع را در برمی‌گیرد.
ریخت‌شناسی آتشفشان تیپاس نشانگر جوان‌بودن آن است و تاریخ آخرین فوران‌های آن بنا بر تخمین‌های ده سیلوا و فرانسیس (۱۹۹۱) در دورهٔ هولوسن بوده‌است.
والتر پنک، زمین‌شناس آلمانی نخستین کسی بود که در سال ۱۹۱۳ به کوه تیپاس که در آن زمان کازادرو نام داشت صعود کرد و پس از آن این کوه با نام والتر پنک معروف شد. اما نخستین صعود به قلهٔ کوه توسط یک گروه ژاپنی-شیلیایی در سال ۱۹۷۰ انجام گرفت. کی. تاکشیتا، سرجیو کونتسمان و پدرو روزنده سه نفر صعودکنندگان به این قله بودند.